# Мбур (Диурбель)
Мбур — город на западе Сенегала. Находится в провинции Диурбель. Находится в 83 километрах к югу от Дакара.

## Экономика
В городе развивается туризм. Рыболовство. Переработка арахиса.